# Horen (mythologie)

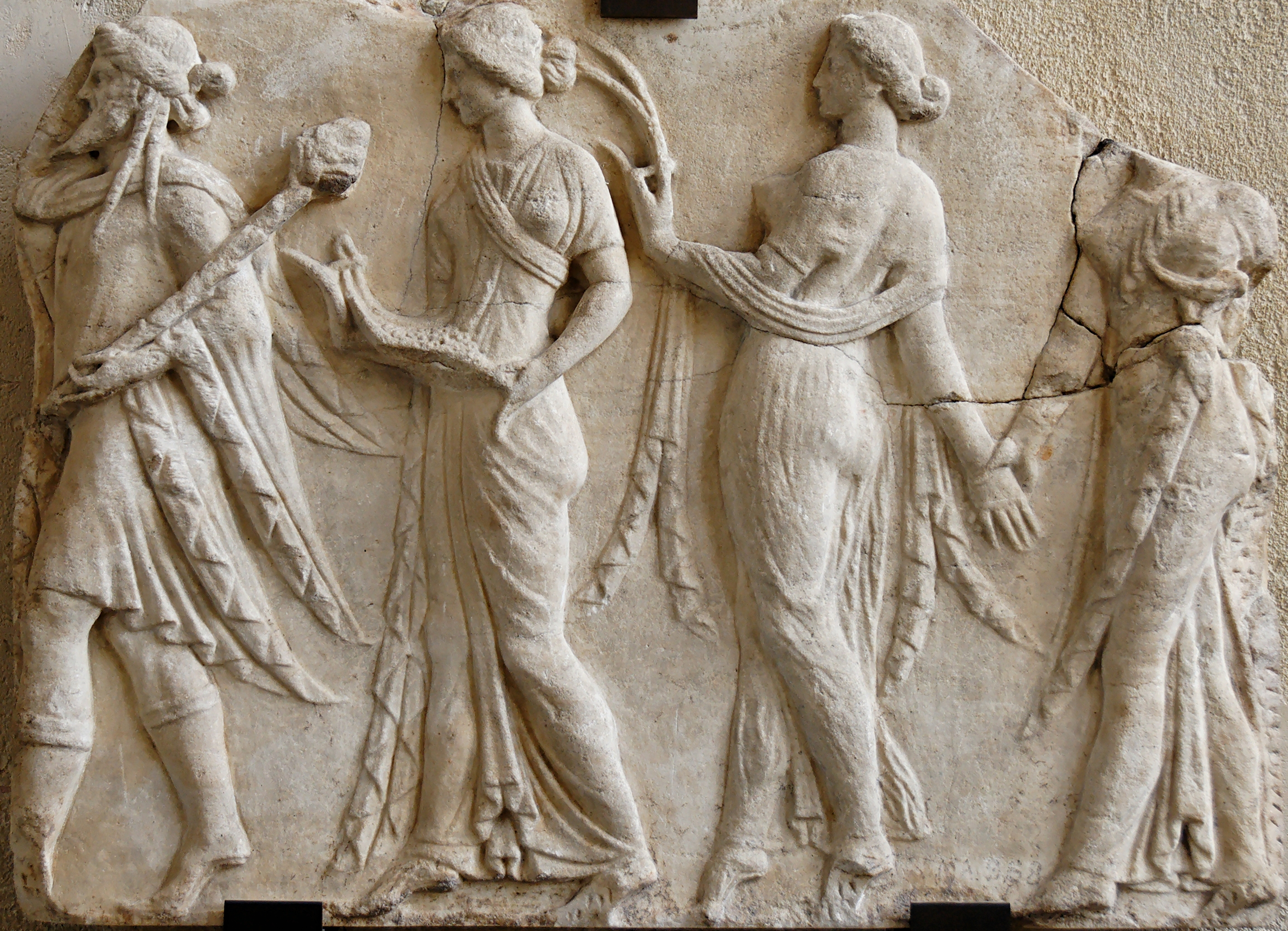
Dionysos en de Horen

De drie Horen (Latijn: Horae, "uren") waren in de Griekse en Romeinse mythologie de godinnen van de seizoenen. In sommige bronnen is ook wel sprake van vier in plaats van drie aan de seizoenen verbonden Horae. Ze waren dochters van Zeus en Themis.
Hun namen waren variabel: In Attica heetten ze Thallo, Auxo en Carpo. Hesiodos beschouwde ze als de dochters van de Rechtvaardigheid en noemt ze Eunomia (= Goed Bestuur), Dikè (= Recht) en Eirene (= Vrede).
In de kunst duiken ze voor het eerst op, op de zogenaamde Françoisvaas ca. 570 v.Chr.